# 萬谷勝治
萬谷 勝治（まんたに まさはる、1945年12月7日 - 2011年3月5日）は、日本の元ラグビー選手。日本代表。京都市立堀川高等学校、早稲田大学商学部卒。

## プロフィール
- 京都府京都市出身。
- ポジションは主にフルバック。
- 日本代表キャップは13。

## 経歴
京都市立堀川高等学校を卒業後、早稲田大学商学部に進学。第二期大西鐡之祐の指導のもと、早大ラグビー部の低迷にピリオドを打つ。大学時代には、後の日本ラグビー史に残るサインプレー・「カンペイ」を完成させた。
早大卒業後、1968年にトヨタ自工（現・トヨタ自動車）にラグビー選手として入社、その年度の日本選手権でクラブ初優勝に導く。また、恩師・大西が監督に就任した、同年の日本代表のニュージーランド遠征に参加。カンペイの切り札としてオールブラックス・ジュニアを破る、当時の大金星に貢献した。
現役引退後はトヨタで1980年から1982年まで監督、1997年に部長を務めた。 
2011年3月5日、結腸癌のため愛知県豊田市の病院で死去。65歳没。